# Ленгеде
Ленгеде (нім. Lengede) — сільська громада в Німеччині, розташована в землі Нижня Саксонія. Входить до складу району Пайне.
Площа — 34,09 км2. Населення становить 13 937 ос. (станом на 31 грудня 2021).

## Географії

### Адміністративний поділ
Громада  складається з 5 сільських округ:
- Барбекке
- Бройштедт
- Кляйн-Лафферде
- Ленгеде
- Вольтвіше

## Галерея

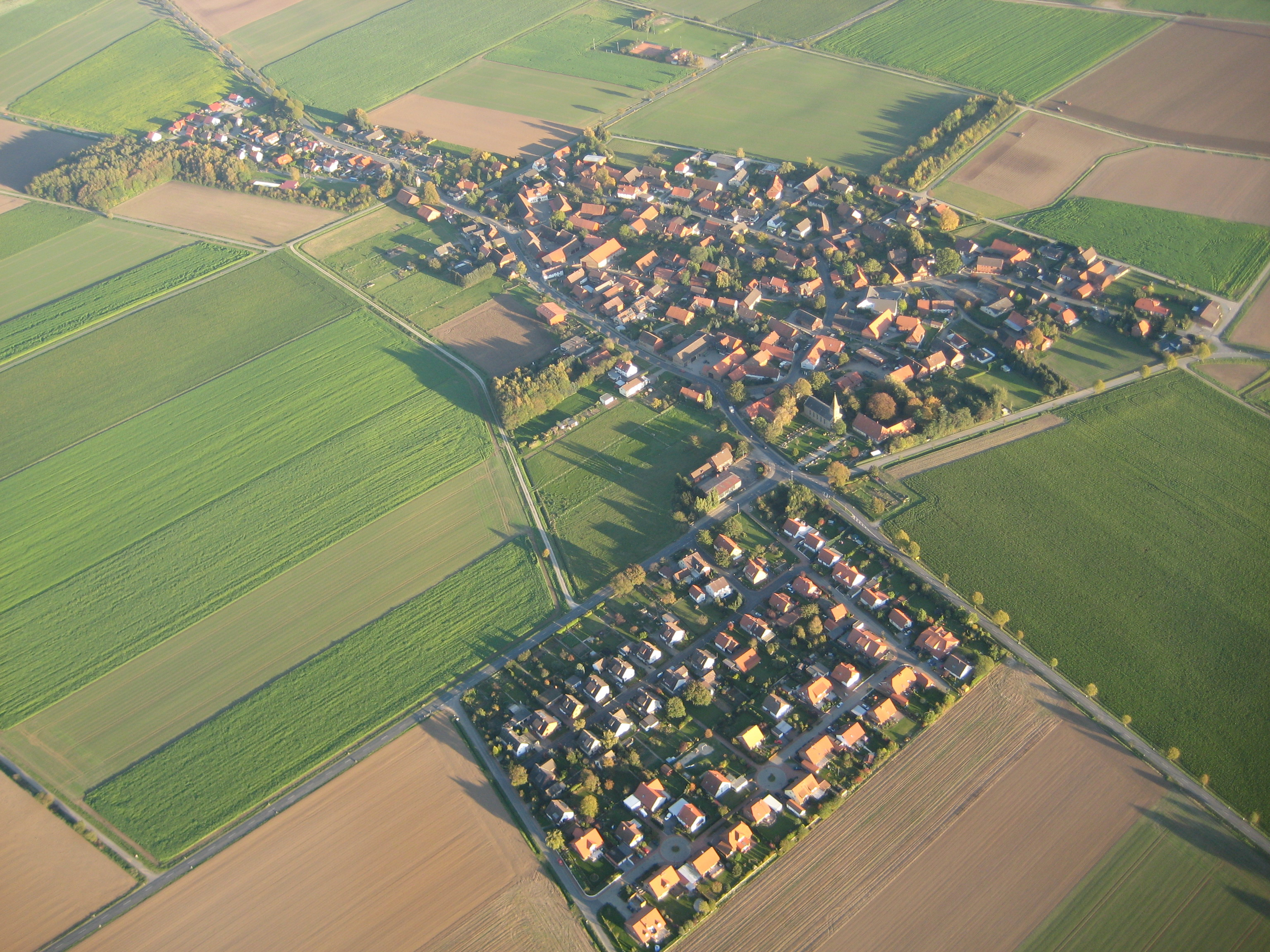
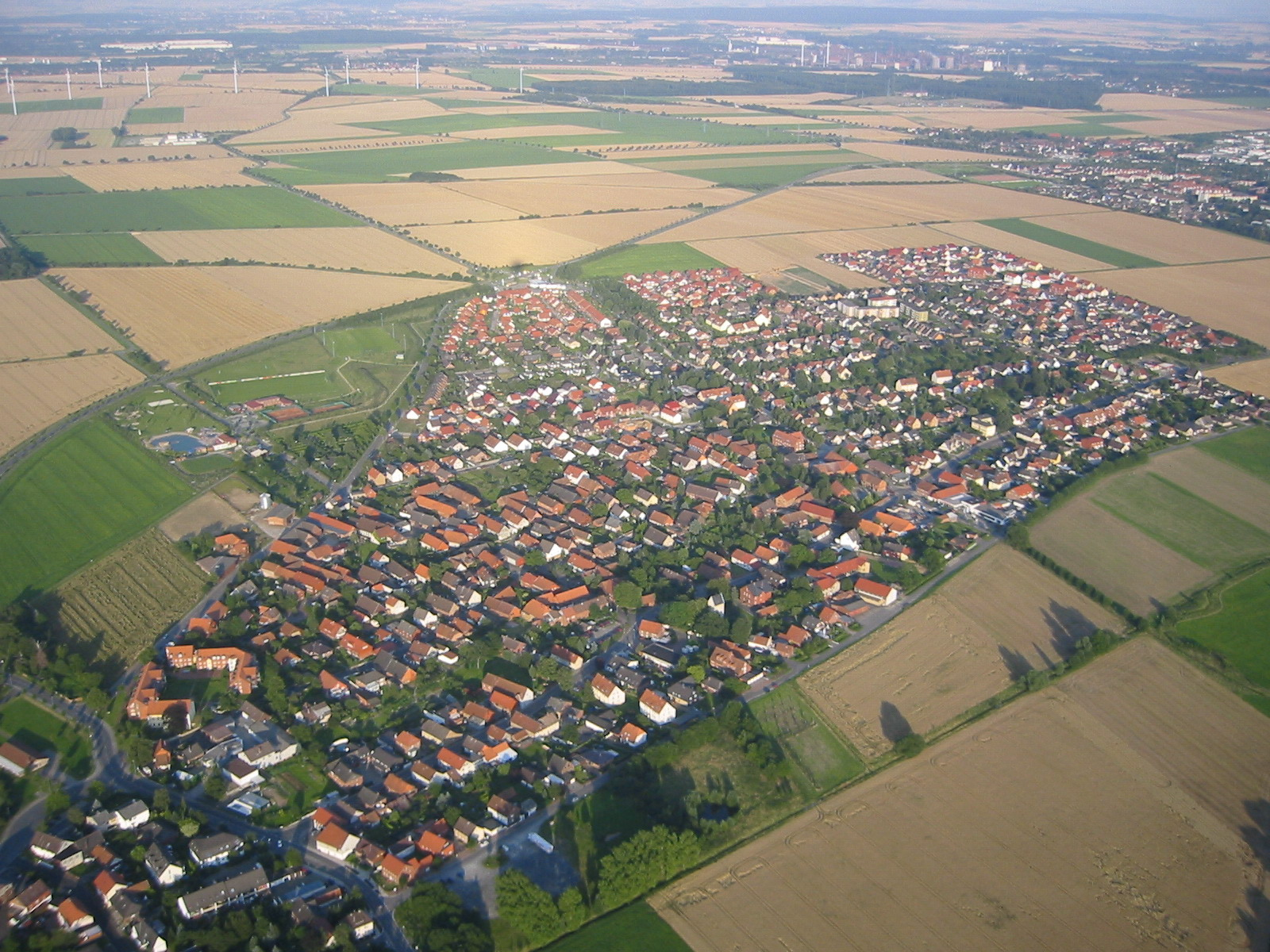
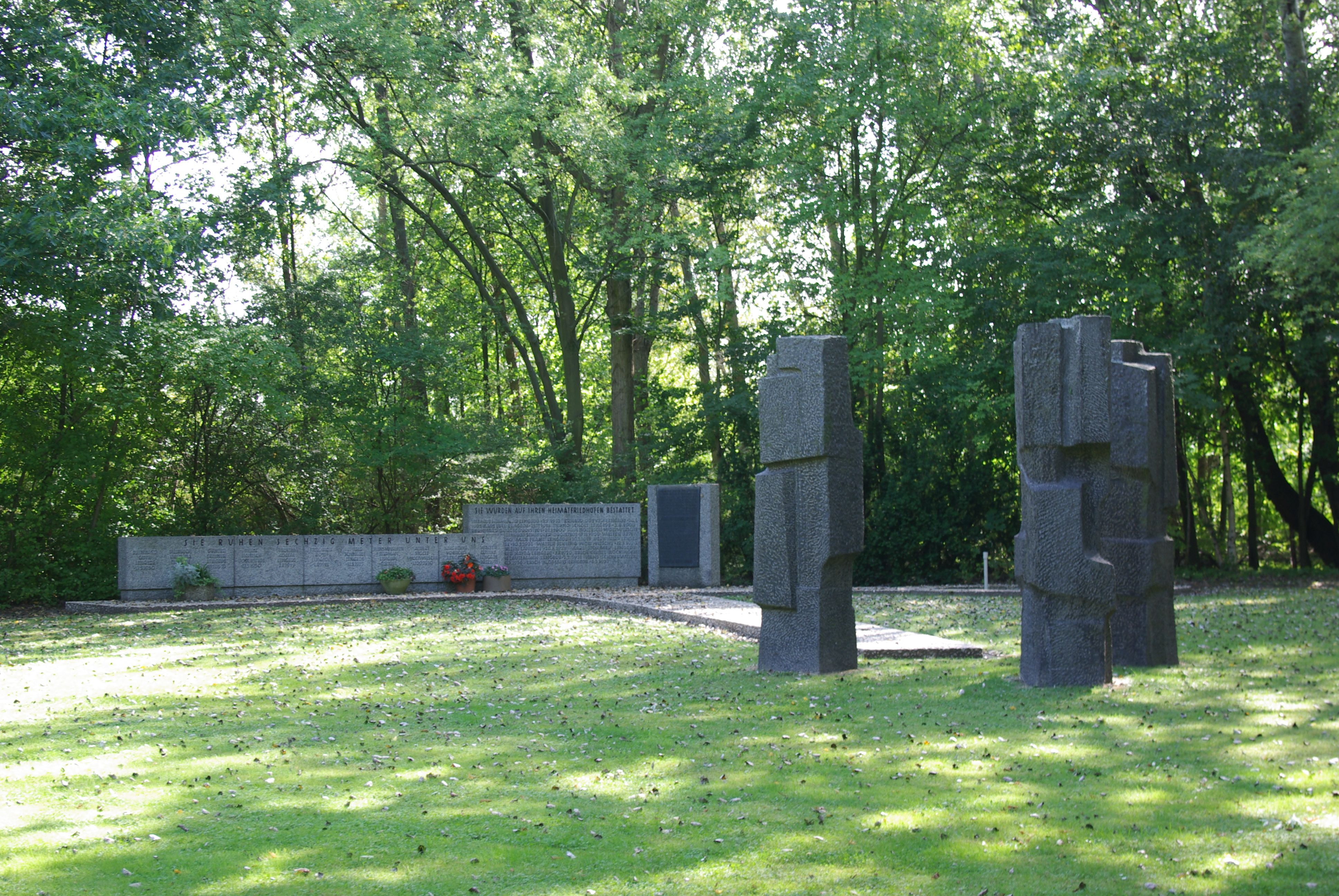
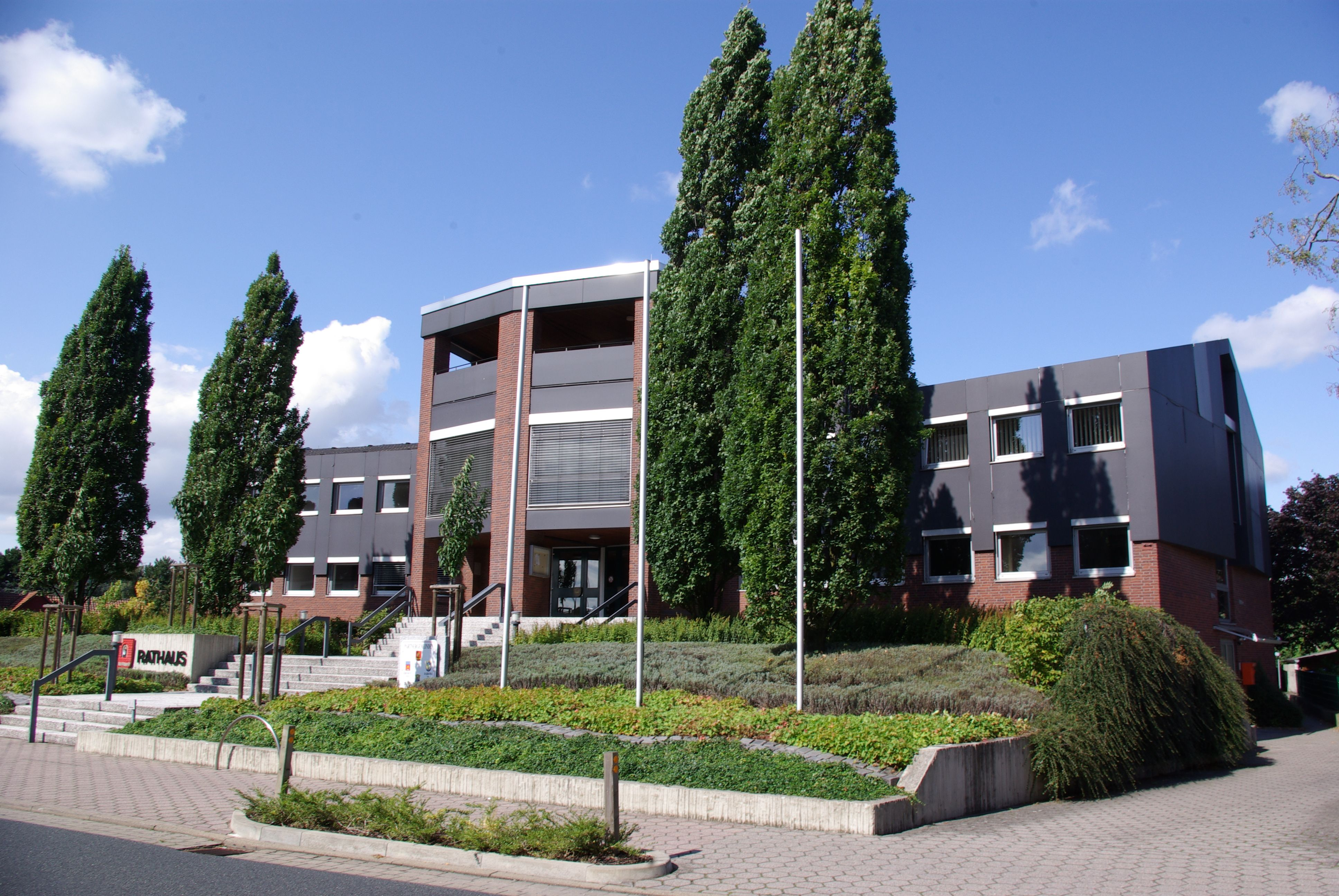
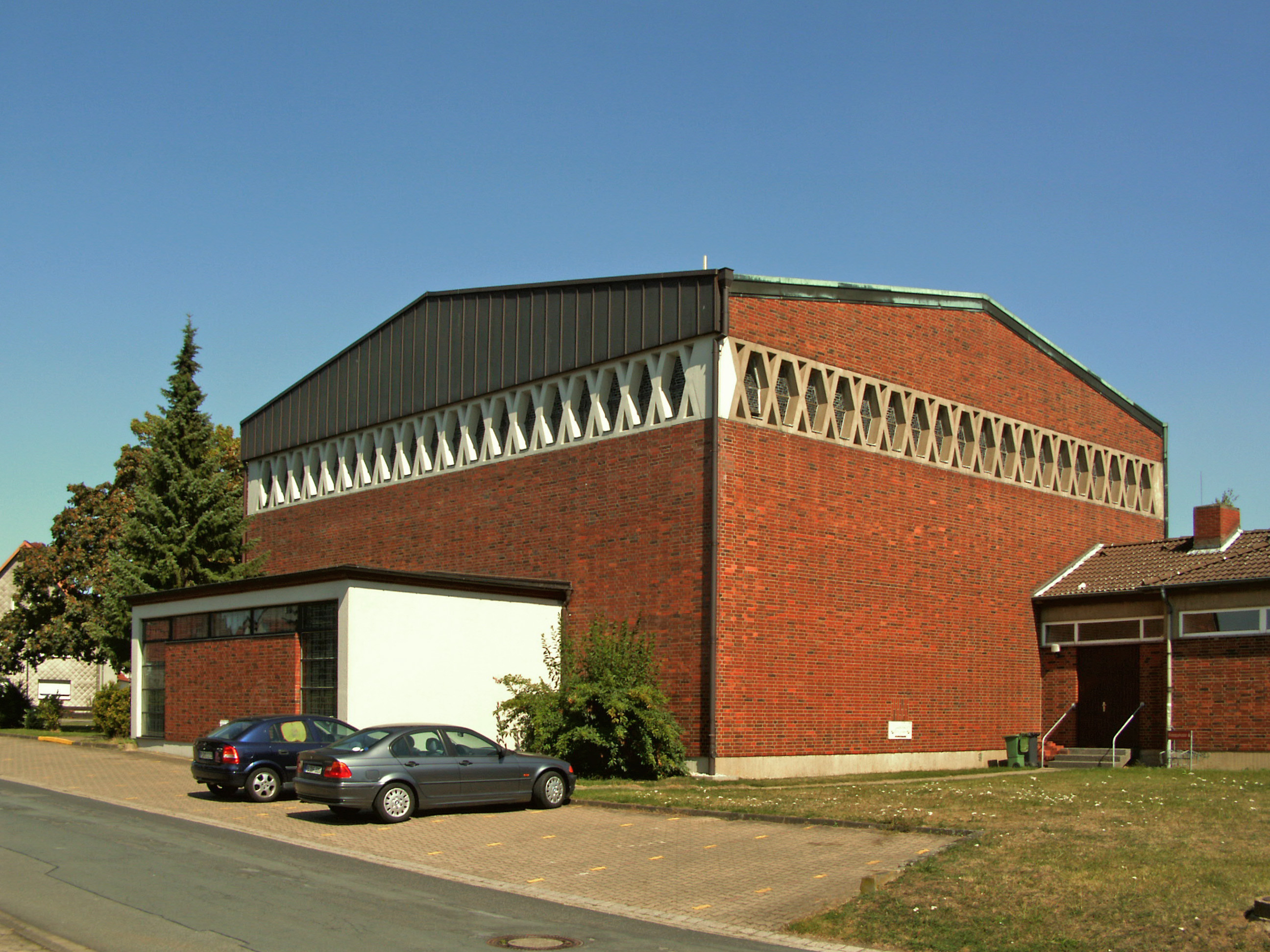
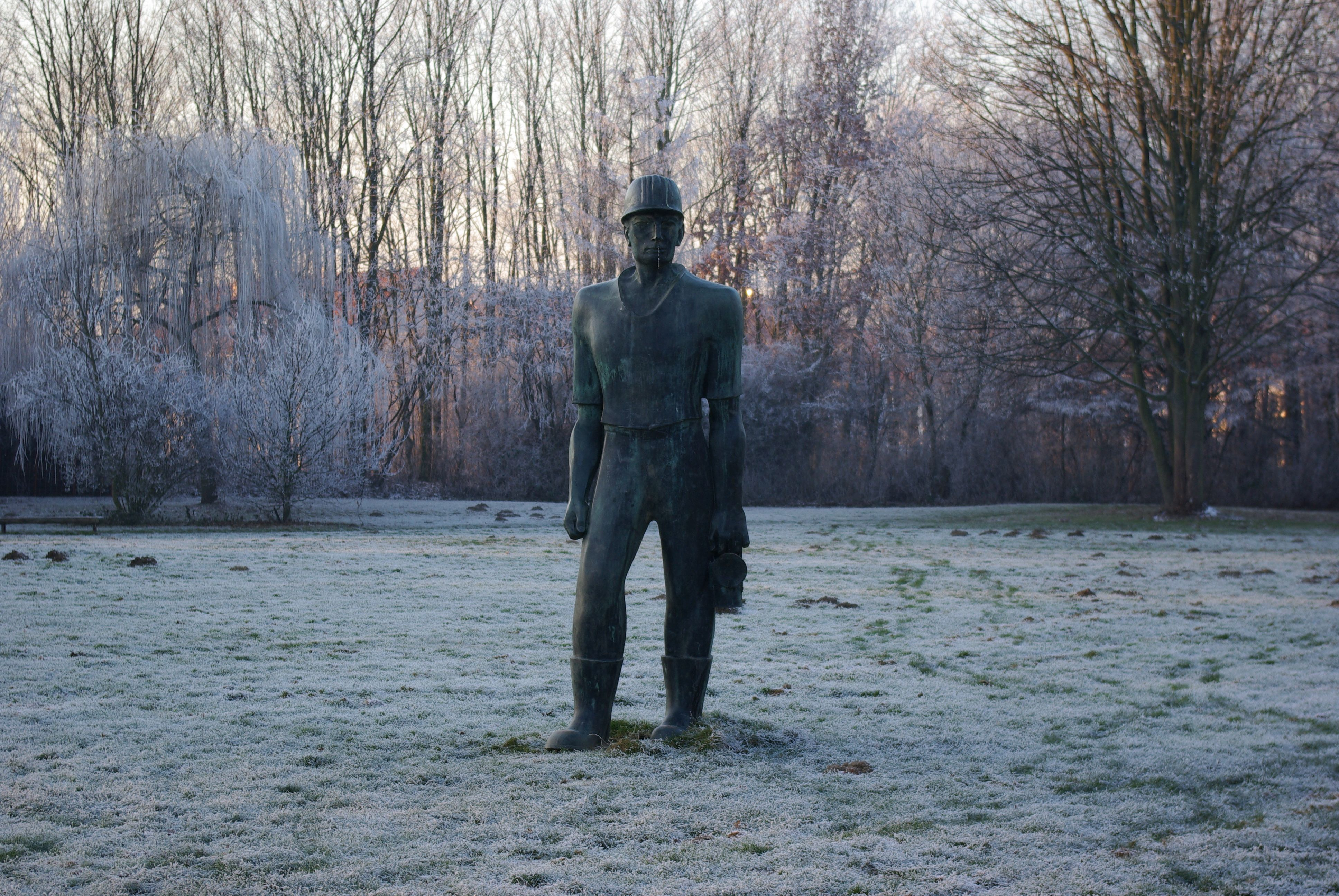